# Leprieurinella ingae
Leprieurinella ingae är en svampart som beskrevs av Bat. & H. Maia 1961. Leprieurinella ingae ingår i släktet Leprieurinella, divisionen sporsäcksvampar och riket svampar.   Inga underarter finns listade i Catalogue of Life.